# Тюргунь
Тюргунь (в верховье Ортолык; устар. Арталук) — река в Республике Алтай России. Устье реки находится в 3 км по правому берегу реки Кызылташ. Длина реки составляет 15 км. Высота устья — 1472,0 м над уровнем моря.

## Данные водного реестра
По данным государственного водного реестра России относится к Верхнеобскому бассейновому округу, водохозяйственный участок реки — Катунь, речной подбассейн реки — Бия и Катунь. Речной бассейн реки — (Верхняя) Обь до впадения Иртыша.